# Cirolana palifrons
Cirolana palifrons är en kräftdjursart som beskrevs av Barnard 1920. Cirolana palifrons ingår i släktet Cirolana och familjen Cirolanidae. Inga underarter finns listade i Catalogue of Life.